# En ghasel
En ghasel är en dikt av Gustaf Fröding på gammalt persiskt versmått. En klassisk skildring av utanförskap och bundenhet vid sig själv, ur avdelningen "Griller och grubblerier" i samlingen Guitarr och dragharmonika från 1891.